# このマンガがすごい! (ドキュメンタリードラマ)
『このマンガがすごい!』は、2018年10月6日より12月22日までテレビ東京系・ドラマ25ほか各放送局にて放送されたテレビ番組。
ナビゲーター役である女優・蒼井優が、各回のドラマパートに出演する俳優（基本一人。複数人の場合もあり）に様々な事柄をインタビュー・トークディスカッションしていくドキュメンタリーパートを組み合わせて放送する「ドキュメンタリードラマ」という形式になっている。
番組名は後述する内容に添い、宝島社が出版しているムック本『このマンガがすごい!』から採られている。

## 内容
ドラマパートは、今や日本の俳優が商業的な演技活動を行う上では避けて通れない「マンガ」を原作とする（一部、小説・アニメを原作としたコミカライズ版も含まれる）。原作マンガはSF・ギャグ・アクション・シュールなど1回ごとに異なる多彩なジャンルの作品が選ばれている。実際のドラマは、そのマンガの「コマ」の中に役者がキャラクターとして入り込んで演じるという形式で描かれる。
ドキュメンタリーパートではゲストが選んだマンガを紹介。そのマンガを選んだ理由や作品の魅力を語り、その漫画に登場するキャラクターの誰を、どのシーンを、どのように演じるのか等、演技のアプローチ的な面を蒼井に語っていく。
終盤2回の放送では、それまでの11人との関わりを活かして蒼井自身が演じたい漫画のキャラクターを見つけて実際に演じるまでの過程を描いた。

## 出演者
ナビゲーター
- 蒼井優
  - 自身も映画『ハチミツとクローバー』やドラマ25の1作『宮本から君へ』などにおいてマンガ原作の実写作品への出演経験がある。なお本人自身はプライベートでマンガを読む習慣は「ほぼ無い」とのこと（第2回・東出昌大との対話より）。この作品を期にマンガの読み方を勉強したいと思っていると語った。
  - 各回のラストシーンは、蒼井がドラマパートを視聴中、或る1シーンを見た際のリアクションで〆められる。

各回ゲスト・内容
第1回（2018年10月6日放送）「森山未來の『うしおととら』」
- 森山が『うしおととら』（原作・藤田和日郎）から「蒼月潮」役を選び、「潮が暴走し人間でなくなりそうになるのをヒロインたちが想いをぶつけてくい止める」シーンを演じる。ほか、「とら」の声とマンガ内の擬音も担当。
- 以下はドキュメンタリーパートで森山・蒼井によるオーディションで選ばれたキャスト。

伊達麻子（中村麻子 役）、今井総子（井上真由子 役）、峯田百花（羽生礼子 役）、中西優華（桧山勇 役）、田浦じゅんこ（鷹取小夜 役）
第2回（2018年10月13日放送）「東出昌大の『龍-RON-』」
- 東出が『龍-RON-』（原作・村上もとか）から「押小路龍」役を選び、「龍が学ぶ剣道の師・内藤高治に自分でも気付かなかった心の負の面を諫められ、道を正してくれた師への感謝と武道の道を極める決心をする」シーンを演じる。
- ドキュメンタリーパートでは、龍を演じるにあたり重要な「剣道」を彼に近づくため実際に北辰一刀流の道場に赴き、指導員たちと共に剣道の稽古をする。このパートでは自身も長年学んでいる剣道に対して意外な告白をする。
- 以下はその他の（声の）キャスト

目黒光祐（内藤高治 / 田口 役）、うすいたかやす（黒川 / 山下 / 山田 役）
第3回（2018年10月20日放送）「森川葵の『NHKにようこそ！』」
- 森川が『NHKにようこそ!』（原作・滝本竜彦、マンガ版作画・大岩ケンヂ）から「中原岬」役を選び、「ひきこもりの主人公・佐藤達広を岬が無茶苦茶な方法で脱ひきこもりを図る」シーンを演じる。
- ドキュメンタリーパートでは、岬を演じる上で彼女を深く知る最善の方法と考え原作者・滝本の自宅を森川と蒼井が訪問し、作品や作者の人となりについて語り合う。
- マンガ版の絵を流用した「佐藤達広」役は、本作のアニメ版で彼を演じた小泉豊が約12年ぶりに新規アフレコで演じた。

第4回（2018年10月27日放送）「でんでんの『おそ松くん』」
- でんでんが『おそ松くん』（原作・赤塚不二夫）から「六つ子たち」役を選び、原作の第1話「あきすびっくり 六つ子がでたよ」に登場する人物すべてを演じる（六つ子は6人分を別々に演じ映像合成、その他のキャラはセリフを読み上げる声の出演）。
- 本作ドラマパートを収録するにあたり、でんでんは「この第1話が掲載された週刊漫画雑誌を買って読んだ」記憶があることから、その時の思い出を蘇らせて臨みたいということになり、でんでん・蒼井の両名をキャスティングした経験を持つ映画監督・平松恵美子を招き、彼女がディレクションしたミニドラマ『大家族の夕食』も併わせて放送された（でんでんは当時の自身をイメージした「少年」役だが、風貌は現在のまま服装だけ当時の感じにしていた。蒼井も「少年の友だちの姉」役で出演）。

第5回（2018年11月3日放送）「中川大志の『ARMS』」
- 中川が『ARMS』（原作・皆川亮二）から「高槻涼」役を選び、「高槻が始めて右腕に移植されたARMSを発動させる」シーンを演じる。
- ドキュメンタリーパートでは、中川がアクション系作品へ出演した経験があまり無い事から、スーツアクター・アクション監督の第一人者である新堀和男を招き、新堀の演出で廃工場を舞台にし模擬的な殺陣で構成されたアクションシーンを撮影。その後、スーツアクターとしての毎日と意識についてのインタビューを通して、正体を隠して悪と戦うヒーローの葛藤や心情などをつかもうとした。
- 殺陣には新堀が社長を務めるレッド・エンタテインメント・デリヴァーの俳優たち（藍田将太、森博嗣、小森拓真、齊藤謙也）も出演した。

第6回（2018年11月10日放送）「平岩紙の『マチキネマ』」
- 平岩が短編マンガ集『マチキネマ』（原作・サメマチオ）の一作『最後の昼』を選び、主役である「離婚を考えている女性」役を演じる。ほか、全役の声・擬音も担当。
- ドキュメンタリーパートでは、平岩が（収録当時には）結婚未経験であることから男女が離婚に至る際の心情を知るため、離婚しようとしている或る夫婦が開催した「離婚式」と称するセレモニーに出席。離婚式プランナーの寺井広樹や「旧郎旧婦」の二人に色々な事を聞く。

第7回（2018年11月17日放送）「山本美月の『少女革命ウテナ』」
- 山本が『少女革命ウテナ』（原作・ビーパパス、マンガ版作画・さいとうちほ）から「天上ウテナ」役を選び、自ら監督も担って彼女にとって象徴的な1コマだけ（ウテナにナゾの美青年「ディオス」の力が宿るシーン）を撮る。
- ドラマパートが上記の通り殆ど無いため、この回に関しては概ね全編がメイキングパートとなっている。

第8回（2018年11月24日放送）「塚本晋也の『やなぎ屋主人』」
- 映画監督を本業とする塚本が『やなぎ屋主人』（原作・つげ義春）を若干ダイジェスト気味ではあるが全編をディレクション、全ての登場人物も演じる。（声の出演および原作絵に顔や脚など一部パーツを当てはめる形式だが、主人公の「青年」は一部シーンのみ全身）
- ドキュメンタリーパートでは、この作品に登場する食堂「やなぎ屋」のモデルとなっている、長浦に現存する或る店を塚本・蒼井が訪問し店の女将と歓談。その後、この店で塚本が一週間ほど店員として働き、作品の雰囲気を掴もうとする。
- なお本放送当日は塚本の長編映画『斬、』公開初日であったが、本作全体の監督である松江哲明によればコレはあくまでも偶然とのこと。

第9回（2018年12月1日放送）「新井浩文と山本浩司の『行け! 稲中卓球部』」
- この回のみ、ゲストが二名出演（当初、ゲストは新井のみが呼ばれたが自分は一人芝居はしたことが無いということで新井自ら電話して山本を招いた）。『行け! 稲中卓球部』（原作・古谷実）から新井は「前野」役を、山本は「井沢」役を選び「いつものように卓球の練習はそっちのけで、とりとめの無い雑談をしている」シーンを演じる。
- 新井によると実写化不可能な作品ではあるが、それでも今回挑みたいという意欲から役に対するアプローチはそこそこに、山本との雑談を通して演じるキャラやシーンをライブ感覚で選んだ。
- なお、後述（ネット局一覧参照）の理由により、テレビ金沢とBSテレビ東京での時差放送は、欠番として放送が封印された。

第10回（2018年12月8日放送）「神野三鈴の『火の鳥』」
- 『火の鳥』（原作・手塚治虫）から「ムーピー」役を選び演じる。
- 神野は長谷寺 (鎌倉市)を訪れ写経を体験、僧侶の松田寿空師と会って欲望と献身について話をした。その流れから、他人の欲望を叶える事で自分の存在を見つけている人として性風俗で働く女性に合う事にした。その後、痴女系風俗嬢をしているあずみさんと会い、彼女独自の「勤務日誌」と「痴女の掟」を見せて貰いながら欲望との向き合い方について話し合い、役づくりを深めた。
- なお、後述（ネット局一覧参照）の理由により、テレビ金沢での時差放送は、最終2回欠番・封印されたため、事実上の最終回となった。

第11回（2018年12月15日放送）「蒼井優のどのマンガがすごい?」
- 最終回では、蒼井自身が自分で選んだマンガのキャラクターを演じる事になっていた。
- これまでのゲスト11人からそれぞれに、お薦めのマンガを提示してくれていた。
- 最終的にこの番組自体をマンガにした上でそのキャラクターを演じたいと思った蒼井は、友人や知人から薦められた中から絞った3人の漫画家、キューライス、大橋裕之、森泉岳土の中から大橋との面会を希望して自宅を訪問した。

第12回最終回（2018年12月22日放送）「蒼井優の『この役者がすごい！』」
- 蒼井から依頼を受けた大橋が漫画『この役者がすごい！』を描き下ろす。
- 蒼井がモデルの主人公・蒼井優を蒼井が演じた。

## スタッフ
- ドラマパート原作（順不同） - 手塚治虫『火の鳥』、赤塚不二夫『おそ松くん』（以上、講談社　ほか各社）、つげ義春『やなぎ屋主人』（青林堂　ほか各社）、古谷実『行け! 稲中卓球部』（講談社）、滝本竜彦・大岩ケンヂ『NHKにようこそ!』（KADOKAWA）、サメマチオ『マチキネマ』（宙出版）、皆川亮二『ARMS』、村上もとか『龍-RON-』、藤田和日郎『うしおととら』、ビーパパス・さいとうちほ『少女革命ウテナ』（以上、小学館）、大橋裕之『この役者がすごい！』（描き下ろし）
- 監督 - 松江哲明
- 構成 - 竹村武司
- チーフプロデューサー - 大和健太郎
- プロデューサー - 藤野慎也、山本晃久、涌田秀幸
- 制作協力 - 角川大映スタジオ
- 協力 - 宝島社「このマンガがすごい！」
- 制作 - テレビ東京、C&Iエンタテインメント
- 製作・著作 - 「このマンガがすごい！」製作委員会

主題歌
OPを歌うアンジュルムは蒼井優がファンであったことからリクエストした。EDを歌う前野健太は毎回の内容をモチーフにその都度ED歌を書き下ろした。
オープニング・テーマ
「タデ食う虫もLike it!」
作詞・作曲 - 前山田健一、編曲 - 鈴木俊介、歌 - アンジュルム（アップフロントワークス/hachama）
エンディング・テーマ
作詞・作曲・歌 - 前野健太
第1回 「ねぇ神様」
第2回 「好きかどうかなんて」
第3回 「私をつくったマンガたち」
第4回 「火ようびなのにサンデー」
第5回 「夢を見させて」
第6回 「恋」
第7回 「ブラック・エンジェル」
第8回 「海はおぼえているだろうか」
第9回 「お前がいなけりゃ」
第10回 「テーブルになりたい」
第11回 「うそをこえて（短いの）」
第12回 「うそをこえて」

## 放送局
| 放送期間                      | 放送時間                     | 放送局       | 対象地域   | 備考              |
| ----------------------------- | ---------------------------- | ------------ | ---------- | ----------------- |
| 2018年10月6日 - 12月22日      | 土曜 0:52 - 1:23（金曜深夜） | テレビ東京   | 関東広域圏 | 制作局            |
| 2018年10月6日 - 12月22日      | 土曜 0:52 - 1:23（金曜深夜） | テレビ北海道 | 北海道     |                   |
| 2018年10月6日 - 12月22日      | 土曜 0:52 - 1:23（金曜深夜） | テレビ大阪   | 大阪府     | 初回は1:28 - 1:58 |
| 2018年10月6日 - 12月22日      | 土曜 0:52 - 1:23（金曜深夜） | TVQ九州放送  | 福岡県     |                   |
| 2018年10月19日 -              | 金曜 1:00 - 1:30（木曜深夜） | テレビ愛知   | 愛知県     |                   |
| 2018年10月20日 -              | 土曜 23:00 - 23:30           | テレビ和歌山 | 和歌山県   | 独立局            |
| 2018年10月20日 -              | 月曜 0:30 - 1:00（日曜深夜） | 奈良テレビ   | 奈良県     | 独立局            |
| 2018年11月20日 -              | 火曜 0:58 - 1:28（月曜深夜） | 青森テレビ   | 青森県     | TBS系列           |
| 2018年11月22日 - 2019年2月7日 | 木曜 0:59 - 1:34（水曜深夜） | テレビ金沢   | 石川県     | 日本テレビ系列    |
| 2019年1月9日 - 2019年3月      | 木曜 0:00 - 0:30（水曜深夜） | BSテレビ東京 | 全国       | [ 3 ]             |